# Governatorato di Ajlun
Il governatorato di Ajlun è uno dei dodici governatorati della Giordania. Il capoluogo è la città di Ajlun.

## Suddivisioni amminisstrative
Il governatorato è diviso in 2 dipartimenti:
- Dipartimento centrale:include 50 tra città e villaggi e il capoluogo è Ajlun.
- Dipartimento Kofranjah: include 19 tra città e villaggi e il capoluogo è Kofranjah